# زلفی
شهر زلفی (به عربی: الزلفي) در استان ریاض در کشور عربستان واقع شده‌است. جمعیت این شهر ۵۲٫۲۰۹ نفر است.